# Томас Спенсер Кобболд
Томас Спенсер Кобболд (англ. Thomas Spencer Cobbold; 28 травня 1828, Іпсвіч, Англія, Велика Британія — 10 березня 1886, Лондон) — англійський зоолог, паразитолог, відомий численними дослідженнями гельмінтів і гельмінтозів.

## Біографія
Кобболд народився в Іпсвічі, був третім сином преподобного, письменника Річарда Кобболда, автора відомої книги «Історія Маргарет Кетчпол».
Він здобув освіту в Чартергаузі, а в 1844 році став учнем Дж. Г. Кросса, хірурга лікарні Норфолк і Норвіч. По закінченню навчання медицині в Едінбургському університеті в 1851 році був призначений викладачем кафедри ботаніки в лікарні Сент-Мері в Лондоні в 1857 році, а також із зоології та порівняльної анатомії в лікарні Міддлсекс в 1861 році.
У 1865 році, не отримавши оплачуваної роботи біологом, він розпочав медичну практику в Лондоні, особливо як консультант у випадках, коли існувала підозра на наявність внутрішніх паразитів. Його улюбленим напрямком була гельмінтологія, і як лікар він здобув значну репутацію в діагностиці випадків ураження гельмінтами людей. Він описав збудників клонорхозу, фасціольозу, вухереріозу, Sparganum mansoni та Sparganum proliferum, що спричинюють спарганоз.
У 1868 році, завдяки впливу сера Родеріка Мерчісона, він був призначений викладачем з геології в Британському музеї, який обіймав посаду протягом п'яти років з визначним успіхом. У 1873 році він отримав призначення професором ботаніки в Королівському ветеринарному коледжі, який незабаром заснував для нього спеціальну професію гельмінтолога.
Був президентом Quekett Microscopical Club у 1879—1880 років.
Помер від хвороби серця 20 березня 1886 року.

## Науковий доробок
- Entozoa ; an introduction to the study of Helminthology, with reference more particularly to the internal parasites of man, 1864. / «Ентозоа; вступ до вивчення гельмінтології з посиланням, зокрема, на внутрішніх паразитів людини».
- Catalogue of the Specimens of Entozoa in the Museum of the Royal College of Surgeons of England, 1866. /«Каталог видів Ентозоа музею Королівського коледжу хірургів»
- Entozoa, a supplement to the last work, 1869. / «Ентозоа, додаток до останнього твору».
- Our Food-producing Ruminants and the Parasites which reside in them, Cantor Lectures, 1871. / «Наші м'ясоутворюючі жуйні і паразити, що від них йдуть»
- The Grouse Disease, 1873. / «Хвороба шотландської куріпки».
- The Internal Parasites of our Domesticated Animals, 1873. / «Внутрішні паразити наших домашніх тварин».
- Parasites, 1879. / «Паразити».
- Tapeworms, 1866; 4-е видання, 1883. / «Стрічкові гельмінти»
- Worms, 1872. / «Черві»
- Human Parasites, 1882. / «Людські паразити»
- Parasites of Meat and Prepared Flesh Food, 1884. / «Паразити з м'яса та готової м'ясної їжі»

Був співавтором книги Тодда «Циклопедія анатомії та фізіології» (стаття «Жуйні»), додаток, 1858 р .; «Медичного словника» Куейна (статті про «Паразитів людини»); і переглянув шосте видання «Скарбів природознавства» Маундера, 1862 року. Багато інформації він вніс до «Літописів природознавства», «Журналу Ліннейського товариства», «Праць Зоологічного товариства», «Товариства мікроскопістів», «Інтелектуального спостерігача», «Звітів Британської Асоціації».